# Cimetière de Mouscron
Le cimetière de Mouscron est un cimetière communal situé dans la ville  belge de Mouscron. Le cimetière est situé dans la Rue de Menin, à 900 m au nord-ouest du centre ville (et de l'église Saint-Barthélemy). Ce vaste cimetière est organisé selon un plan irrégulier et est entouré d'un mur de briques. Les trois entrées sont munies de portes métalliques.

## Tombes militaires et monuments aux morts
Dans la partie est du cimetière se trouve un monument dédié à 5 civils exécutés par les Allemands pendant la Seconde Guerre mondiale pour espionnage ou parce qu'ils étaient considérés comme résistants. Leurs noms sont : Emmanuel De Neckere, Marcel Demeulemeester, Guillaume Vanzeveren, Adhèmar Vandenplassche et Roland Vanoverschelde.
A cela s'ajoute un espace où reposent plus de cent soixante soldats, vétérans et civils belges, de la même guerre. Un peu plus loin se trouvent quelques victimes civiles décédées lors des premiers bombardements au début de la Seconde Guerre mondiale. Il existe également une colonne commémorative en l'honneur de cinq victimes civiles de la Première Guerre mondiale.

Près du coin ouest du cimetière se trouve un terrain abritant 257 anciens combattants de la Première Guerre mondiale et dans le coin nord, 124 anciens combattants de la Seconde Guerre mondiale. Ils sont tous enterrés sous des tombes similaires. Il peut y avoir jusqu'à sept défunts par tombe. 

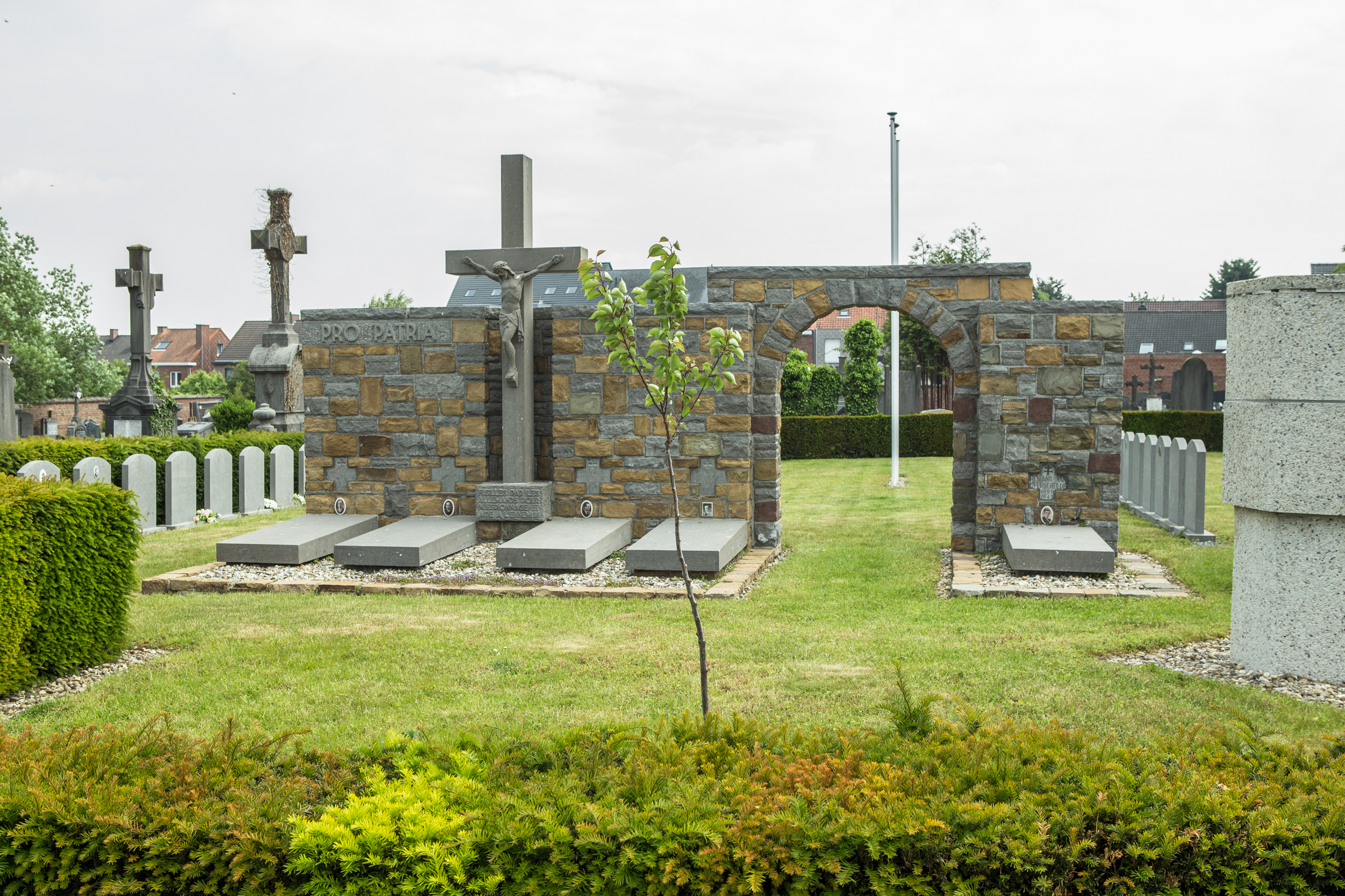
Monument aux morts
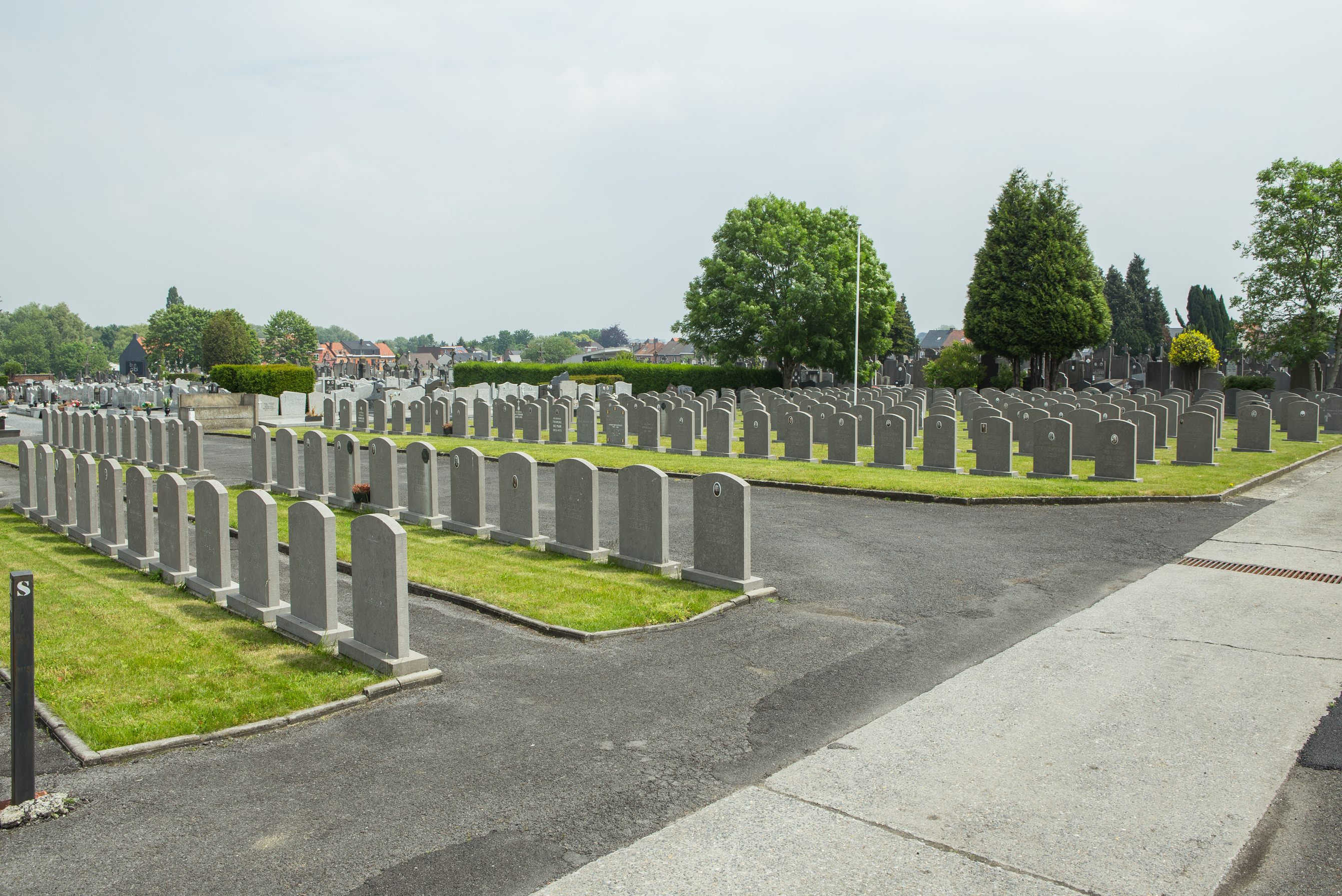
Tombes des vétérans belges de la Première Guerre mondiale
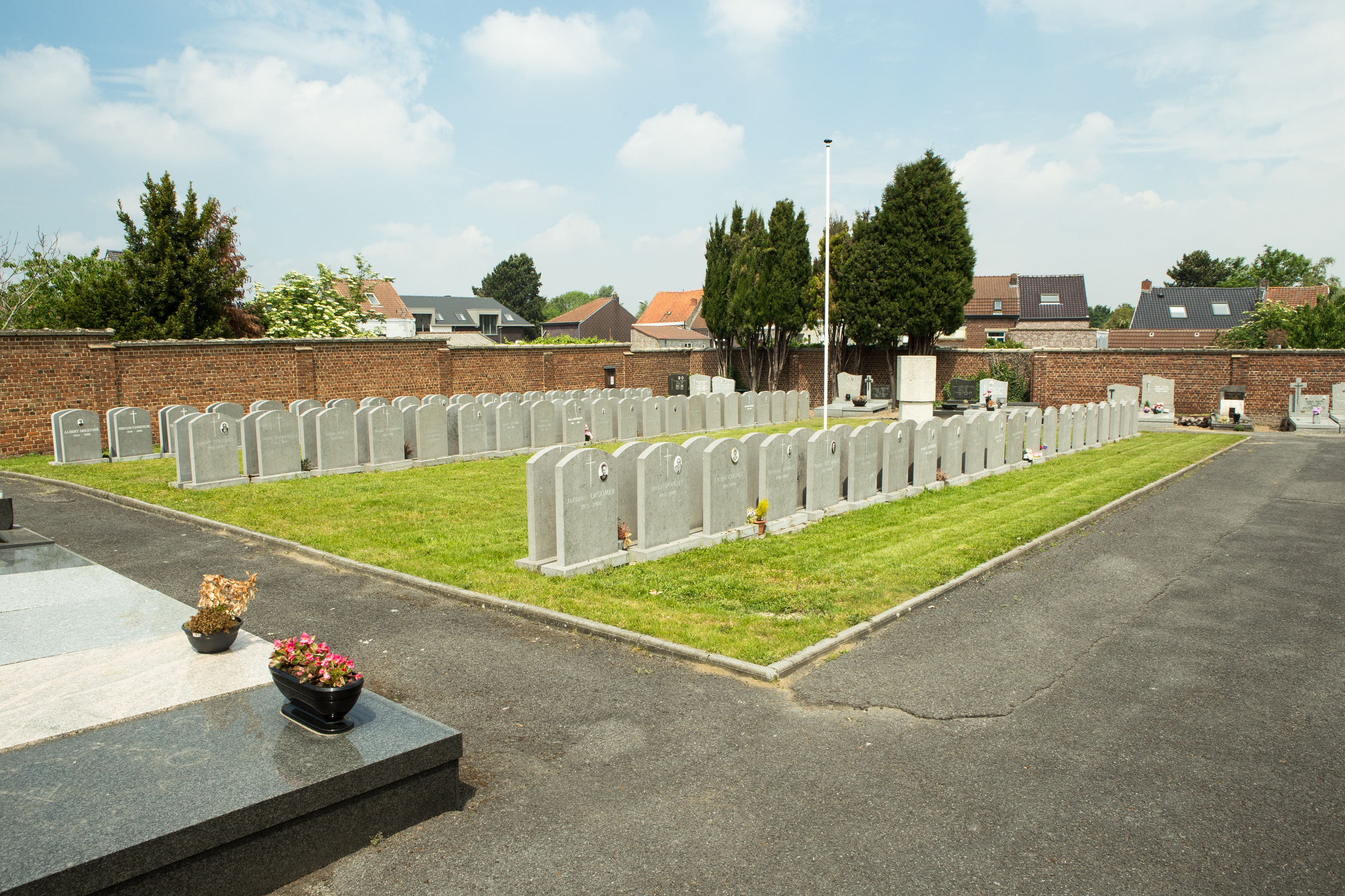
Tombes des vétérans belges de la Seconde Guerre mondiale

Il y a également un espace avec quatre tombes de soldats britanniques,tombés au combat, ainsi qu'une autre victime de la première guerre mondiale cette fois-ci.. Un peu plus loin se trouve encore une victime civile britannique de la Seconde Guerre mondiale.
Leurs tombes sont entretenues par la Commonwealth War Graves Commission et y sont enregistrées sous le nom Mouscron (Moeskroen) Communal.